# Сяхэ
Сяхэ́ (кит. упр. 夏河, пиньинь Xiàhé, тиб. བསང་ཆུ, Вайли: bsang chu) — уезд Ганьнань-Тибетского автономного округа провинции Ганьсу (КНР). Название уезда происходит от реки Дасяхэ.

## История
По данным палеопротеомики, к денисовскому человеку был близок обитатель карстовой пещеры Байшия (Baishiya Karst Cave), живший 160 тыс. лет назад. У гоминина из Сяхэ (Hiahe), также как и у гоминина из Пэнху, и у ланьтяньского человека, отмечено врождённое отсутствие третьего моляра. Митохондриальная ДНК денисовского человека была секвенирована из образцов земли, взятых из слоёв 2, 3, 4, 7 пещеры Байшия. Значительная часть обрывков мтДНК из верхних слоёв почвы (вероятный возраст — 50 000 — 30 000 лет назад) в пещере Байшия принадлежала Homo sapiens.
Уезд был выделен в 1928 году из уезда Линьтань.
В 1950 году был образован Специальный район Линься (临夏专区), и эти земли вошли в его состав; затем в том же году уезд Сяхэ был передан в прямое подчинение властям провинции Ганьсу. В 1953 году был создан Ганьнань-Тибетский автономный район (甘南藏族自治区), и уезд Сяхэ вошёл в его состав.
26 декабря 1955 года постановлением Госсовета КНР Ганьнань-Тибетский автономный район был преобразован в Ганьнань-Тибетский автономный округ; одновременно с этим из уезда Сяхэ были выделены уезды Лучу и Мачу. В 1958 году уезд Сяхэ был преобразован в городской уезд Дэулу (德乌鲁), но в 1961 году он вновь стал уездом Сяхэ.

## Административное деление
Уезд делится на 3 посёлка и 10 волостей.